# 1934 na ciência

## Eventos
- É feita a segunda descida ao Algar do Carvão, localizado na ilha Terceira, Açores, desta feita por Didier Couto, que elaborou o primeiro perfil do Algar.
- Criação da Universidade de São Paulo - Brasil.
- 19 de abril - O Monstro de Loch Ness é fotografado, naquilo a que viria ser descoberto como um embuste em 1994.
- 28 de abril - Fundação do Instituto de Matemática Steklov em São Petersburgo, Rússia.

## Nascimentos
| Data            | Nome                     | Profissão               | Nacionalidade   | Observações                                                                                           | Ref               |
| --------------- | ------------------------ | ----------------------- | --------------- | --- | ----------------- |
| 20 de janeiro   | Ingo Rechenberg          | cientista de computação | Alemanha        | |                   |
| 15 de fevereiro | Niklaus Wirth            | informático             | Suíça           | |                   |
| 28 de fevereiro | Maurice Godelier         | antropólogo             | França          | |                   |
| 9 de março      | Yuri Gagarin             | cosmonauta              | União Soviética | m. 1968                                                                                               |                   |
| 14 de março     | Eugene Cernan            | cosmonauta              | Estados Unidos  | |                   |
| 31 de março     | Carlo Rubbia             | físico                  | Itália          | Nobel da Física 1984                                                                                  | [ 1 ]             |
| 2 de abril      | Paul Cohen               | matemático              | Estados Unidos  | m. 2007 Prêmio Memorial Bôcher 1964 Medalha Fields 1966                                               | [ 2 ] [ 3 ]       |
| 16 de maio      | Roy Kerr                 | matemático              | Nova Zelândia   | |                   |
| 20 de maio      | Michael J. Flynn         | cientista de computação | Estados Unidos  | |                   |
| 30 de maio      | Aleksei Leonov           | cosmonauta              | União Soviética | |                   |
| 13 de julho     | Aleksei Yeliseyev        | cosmonauta              | União Soviética | |                   |
| 2 de agosto     | Valery Bykovsky          | cosmonauta              | União Soviética | |                   |
| 21 de agosto    | John Lewis Hall          | físico                  | Estados Unidos  | Nobel da Física 2005                                                                                  | [ 1 ]             |
| 4 de outubro    | Sérgio Henrique Ferreira | médico e farmacologista | Brasil          | |                   |
| 17 de outubro   | Jörg Schlaich            | engenheiro civil        | Alemanha        | Medalha de Ouro do IStructE 1990                                                                      | [ 4 ]             |
| 9 de novembro   | Carl Sagan               | astrónomo e biólogo     | Estados Unidos  | m. 1996                                                                                               |                   |
| 3 de dezembro   | Viktor Gorbatko          | cosmonauta              | União Soviética | |                   |
| 18 de dezembro  | Boris Volynov            | cosmonauta              | União Soviética | |                   |
| ??              | Juan Carlos Portantiero  | sociólogo e escritor    | Argentina       | m. 2007                                                                                               |                   |
| ??              | Roy Kerr                 | matemático              | Nova Zelândia   | |                   |
| ??              | Ikuo Kushiro             | petrologista            | Japão           | Medalha Harry H. Hess 1999 Medalha Roebling 1999 Prémio V. M. Goldschmidt 2001 Medalha Wollaston 2003 | [ 5 ] [ 6 ] [ 7 ] |

## Mortes
| Data                | Nome                      | Profissão                      | Nacionalidade                                     | Observações                                                                                | Ref                  |
| ------------------- | ------------------------- | ------------------------------ | ------------------------------------------------- | ------------------------------------------------------------------------------------------ | -------------------- |
| 13 de janeiro       | Paul Ulrich Villard       | físico e químico               | França                                            | n. 1860                                                                                    |                      |
| 29 de janeiro       | Fritz Haber               | químico                        | Alemanha                                          | n. 1868 Nobel da Química 1918 Medalha Rumford 1932                                         | [ 8 ] [ 9 ]          |
| 29 de janeiro       | Dukinfield Henry Scott    | botânico                       | Reino Unido da Grã-Bretanha e Irlanda             | n. 1854 Medalha Real 1906 Medalha Linneana 1921 Medalha Darwin 1926 Medalha Wollaston 1928 | [ 10 ] [ 11 ] [ 7 ]  |
| 19 de fevereiro     | Caleb Bradham             | inventor e farmacêutico        | Estados Unidos                                    | n. 1867                                                                                    |                      |
| 28 de fevereiro     | William Barlow            | geólogo                        | Reino Unido da Grã-Bretanha e Irlanda             | n. 1845                                                                                    |                      |
| 11 de maio          | Orest Danilovich Khvolson | físico                         | União Soviética                                   | n. 1852                                                                                    |                      |
| 13 de maio          | Ángel Gallardo            | político e naturalista         | Argentina                                         | n. 1867                                                                                    |                      |
| 11 de junho         | Lev Vygotsky              | psicólogo                      | União Soviética                                   | n. 1896                                                                                    |                      |
| 24 de junho         | Hans Hahn                 | matemático                     | Áustria-Hungria                                   | n. 1879                                                                                    |                      |
| 4 de julho          | Marie Curie               | cientista                      | Império Russo / França                            | n. 1867 Nobel da Física 1903 Nobel da Química 1911 Medalha Davy 1903                       | [ 1 ] [ 8 ] [ 12 ]   |
| 28 de agosto        | Edgeworth David           | geólogo                        | Reino Unido da Grã-Bretanha e Irlanda             | n. 1858 Medalha Bigsby 1899 Medalha Wollaston 1915                                         | [ 13 ] [ 7 ]         |
| 7 de outubro        | William Sutherland Dun    | paleontologista e geólogo      | Reino Unido da Grã-Bretanha e Irlanda (Austrália) | n. 1868                                                                                    |                      |
| 17 ou 18 de outubro | Santiago Ramón y Cajal    | médico e histologista          | Espanha                                           | n. 1852 Nobel de Fisiologia ou Medicina 1906                                               | [ 14 ]               |
| 21 de outubro       | Jaroslav Jiljí Jahn       | geólogo e minerologista        | Áustria-Hungria                                   | n. 1865                                                                                    |                      |
| 5 de novembro       | Walther von Dyck          | matemático                     | Alemanha                                          | n. 1856                                                                                    |                      |
| 8 de novembro       | Carlos Chagas             | cientista                      | Brasil                                            | n. 1879                                                                                    |                      |
| 16 de novembro      | Carl von Linde            | físico e engenheiro            | Alemanha                                          | n. 1842                                                                                    |                      |
| 20 de novembro      | Willem de Sitter          | matemático, físico e astrônomo | Países Baixos                                     | n. 1872 Medalha Bruce 1931                                                                 | [ 15 ]               |
| 4 de dezembro       | Horace Lamb               | matemático e físico            | Reino Unido da Grã-Bretanha e Irlanda             | n. 1849 Medalha Copley 1923 Medalha De Morgan 1911 Medalha Real 1902                       | [ 16 ] [ 17 ] [ 10 ] |

## Prémios

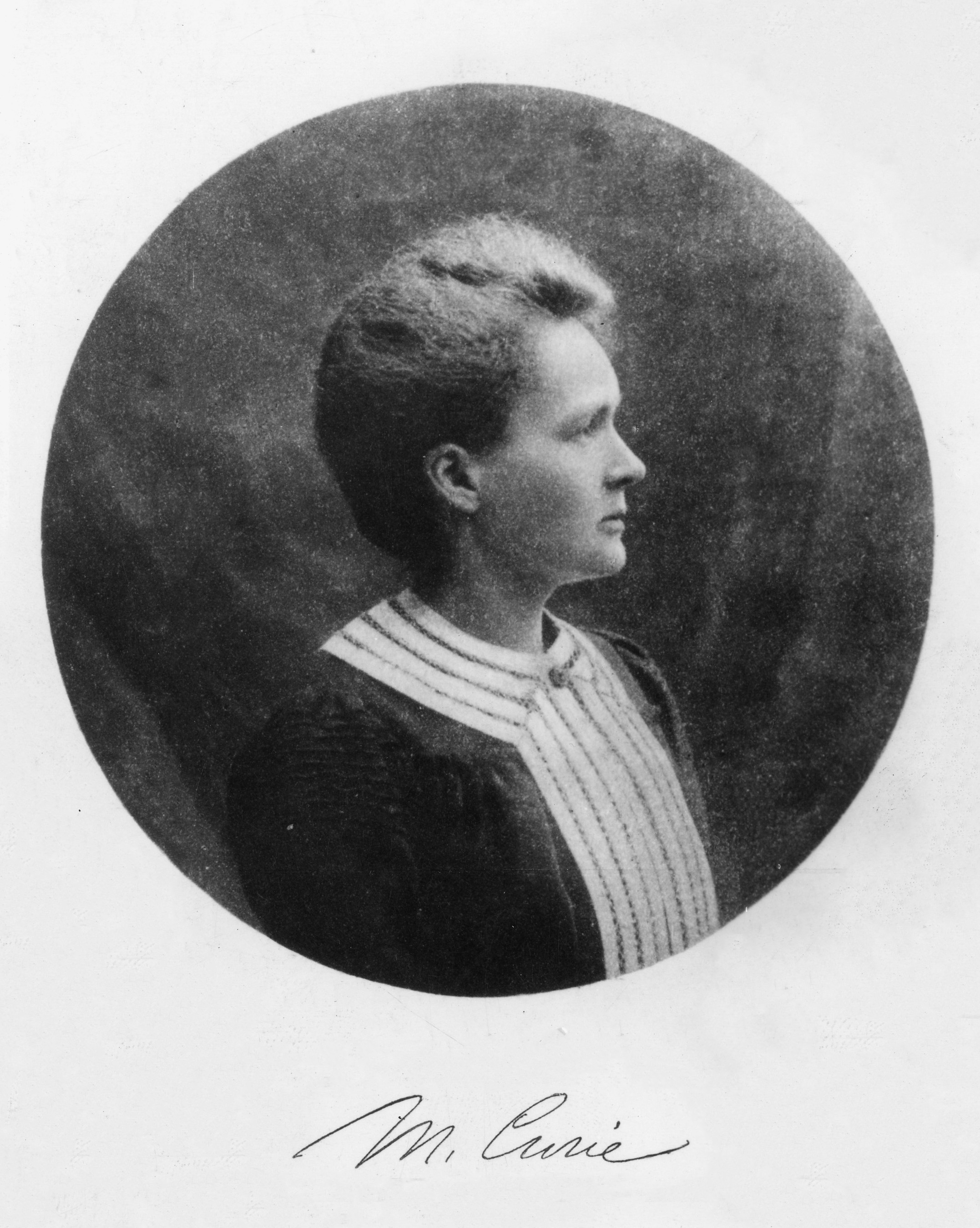
Marie Curie (1867 - 1934)

### Medalha Bruce
- Alfred Fowler[15]

### Medalha Copley
- John Scott Haldane[16]

### Medalha Davy
- Walter Norman Haworth[12]

### Medalha Real
- Edgar Douglas Adrian[10] e Sydney Chapman[10]

### Medalha Rumford
- Wander Johannes de Haas[9]

### Prémio Nobel
- Física - não atribuído.
- Química - Harold Clayton Urey.[8]
- Medicina - George Hoyt Whipple,[14] George Richards Minot,[14] William Parry Murphy.[14]